# Блинково (Новосибирская область)
Блинково — упразднённый посёлок в Венгеровском районе Новосибирской области России. Входило в состав Петропавловского 1-го сельсовета. Исключен из учётных данных в 2009 году.

## География
Площадь посёлка — 7 гектар

## История
В 1976 году Указом президиума ВС РСФСР посёлок фермы № 2 совхоза «Рямовский» переименован в Блинково.

## Инфраструктура
В посёлке по данным на 2007 год отсутствует социальная инфраструктура.